# Дон Хуан де Марко
Дон Хуан де Марко (енгл. Don Juan DeMarco), је амерички филм из 1995. који је режирао Џереми Левен. Главне улоге тумаче: Џони Деп који игра Џона Р. Демарка који верује за себе да је Дон Жуан, највећи љубавник на свету, Марлон Брандо, његов доктор у менталној болници и Феј Данавеј, докторова супруга.

## Радња
Филм говори о односу између искусног психијатра Џека Миклера (Марлон Брандо) и његовог пацијента, који себе сматра Дон Хуаном (Џони Деп). Колеге др Џека Миклера сматрају да његов пацијент има јасан облик менталног поремећаја, док он сам покушава да заузме место свог штићеника, који тражи даму његовог срца.
Ово лудило неће бити ништа друго до изузетан однос према женама, невероватна способност младог човека да сваком од својих изабраника пружи неупоредиво задовољство љубави. А докторске сеансе са „Дон Жуаном“ имају неочекивани утицај на Џека Миклера, који открива да се романса поново распламсава у његовој давно успостављеној вези са супругом Мерилин (Феј Данавеј).

## Улоге
| Глумац              | Улога                |
| ------------------- | -------------------- |
| Џони Деп            | Дон Хуан             |
| Марлон Брандо       | др Џек Миклер        |
| Феј Данавеј         | Мерилин Миклер       |
| Џералдин Паиљас     | доња Ана             |
| Франк Луз           | дон Антонио          |
| Боб Диши            | др Пол Шоволтер      |
| Рејчел Тикотин      | доња Инез            |
| Талиса Сото         | доња Хулија          |
| Ричард К. Сарафијан | детектив Сај Тобајас |
| Тереза Хјуз         | бака Демарко         |
| Стивен Сингер       | др Бил Данмор        |

## Зарада
Филм је имао буџет око 25.000.000 долара, док је укупно зарадио 66.200.000, од тога 22.200.000 долара САД.